# Малявко
Малявко (пол. Malawka, Malawko, Molawko) — дворянский род.
Потомки Харитона Малявки, черниговского городового атамана (1650). Иван Харитонович Малявка в 1691 году владел деревнями по универсалам малороссийских гетманов. Его потомки служили Российскому Престолу в малороссийских чинах и по указу Павла I от 20 ноября 1800 года на докладе Правительствующего Сената оставшееся после Ивана Малявки недвижимое имение и крестьяне были оставлены за его потомками.
Согласно изысканиям краеведа, потомка рода Малявко, Иван Харитонович Малявка занял должность отца в 1666 году.

## Описание герба
В щите на золотом поле чёрная голова зубра, пронзённая мечом сверху от правого рога в левый глаз. Щит увенчан дворянскими шлемом и короной. Нашлемник: согнутая рука, с мечем. Намёт на щите золотой, подложенный чёрным. Герб рода Малявко (Малявок) внесён в Часть 9 «Общего гербовника дворянских родов Всероссийской империи» (стр. 117).